# Squash-Weltmeisterschaften im Doppel und Mixed 2022
Die 7. Squash-Weltmeisterschaften im Doppel und Mixed (offiziell: WSF World Doubles Squash Championships) der Herren und Damen fanden vom 5. bis 9. April 2022 in Glasgow, Schottland, statt. Im Rahmen der Weltmeisterschaften wurden Konkurrenzen im Herrendoppel, Damendoppel und im Mixed gespielt. Austragungsort war das Glasgow Life’s Scotstoun Leisure Centre.
Es traten insgesamt 15 Nationalmannschaften an, die zusammen 53 Teams stellten: 21 bei den Herren, 12 bei den Damen und 20 im Mixed. Im Herrendoppel setzten sich die topgesetzten Engländer Declan James und James Willstrop durch, während sowohl im Damendoppel als auch im Mixed indische Teams den Titel gewannen. Bei den Damen wurde Dipika Pallikal mit Joshna Chinappa Weltmeisterin. Im Mixed gelang Pallikal dieser Erfolg mit Saurav Ghosal.

## Herrendoppel

### Setzliste
| Nr. | Paarung                      | Erreichte Runde |
| --- | ---------------------------- | --------------- |
| 01. | Declan James James Willstrop | Sieg            |
| 02. | Daryl Selby Adrian Waller    | Halbfinale      |
| 03. | Zac Alexander Ryan Cuskelly  | Viertelfinale   |
| 04. | Eain Yow Ng Ivan Yuen        | Viertelfinale   |

| Nr. | Paarung                      | Erreichte Runde |
| --- | ---------------------------- | --------------- |
| 05. | Alan Clyne Douglas Kempsell  | Halbfinale      |
| 06. | Greg Lobban Rory Stewart     | Finale          |
| 07. | Vikram Malhotra Ramit Tandon | Gruppenphase    |
| 08. | Peter Creed Emyr Evans       | Viertelfinale   |

## Damendoppel

### Setzliste
| Nr. | Paarung                               | Erreichte Runde |
| --- | ------------------------------------- | --------------- |
| 01. | Joelle King Amanda Landers-Murphy     | Halbfinale      |
| 02. | Sarah-Jane Perry Alison Waters        | Finale          |
| 03. | Joshna Chinappa Dipika Pallikal       | Sieg            |
| 04. | Rachel Arnold Sivasangari Subramaniam | Halbfinale      |

| Nr. | Paarung                      | Erreichte Runde |
| --- | ---------------------------- | --------------- |
| 05. | Georgina Kennedy Lucy Turmel | Gruppenphase    |
| 06. | Rachael Grinham Donna Lobban | Gruppenphase    |
| 07. | Tong Tsz-Wing Ho Tze-Lok     | Gruppenphase    |
| 08. | Georgia Adderley Lisa Aitken | Gruppenphase    |

## Mixed

### Setzliste
| Nr. | Paarung                       | Erreichte Runde |
| --- | ----------------------------- | --------------- |
| 01. | Joelle King Paul Coll         | Viertelfinale   |
| 02. | Dipika Pallikal Saurav Ghosal | Sieg            |
| 03. | Donna Lobban Zac Alexander    | Gruppenphase    |
| 04. | Alison Waters Adrian Waller   | Finale          |

| Nr. | Paarung                         | Erreichte Runde |
| --- | ------------------------------- | --------------- |
| 05. | Tesni Evans Joel Makin          | Halbfinale      |
| 06. | Rachael Grinham Ryan Cuskelly   | Viertelfinale   |
| 07. | Georgina Kennedy Patrick Rooney | Viertelfinale   |
| 08. | Lisa Aitken Greg Lobban         | Halbfinale      |